# Odón (Teruel)
Odón es un municipio y localidad española de la provincia de Teruel, en la comunidad autónoma de Aragón. El término municipal, ubicado en la comarca del Jiloca, tiene una población de 197 habitantes (INE 2024).

## Geografía
El municipio es limítrofe con la provincia de Guadalajara (comunidad autónoma de Castilla-La Mancha). Las localidades más cercanas son Blancas, Bello, Campillo de Dueñas y El Pobo. La localidad se encuentra a unos 84,5 km de Teruel. El municipio tiene un área de 74,24 km² con una población de 206 habitantes (INE 2019) y una densidad de 3,08 hab./km². El código postal es 44233.

## Historia
En el año 1248, por privilegio de Jaime I, este lugar se desliga de la dependencia de Daroca, pasando a formar parte de Sesma del Campo de Gallocanta en la Comunidad de Aldeas de Daroca, que en 1838 fue disuelta.
A mediados del siglo XIX, el lugar tenía contabilizada una población de 677 habitantes. Aparece descrito en el decimosegundo volumen del Diccionario geográfico-estadístico-histórico de España y sus posesiones de Ultramar de Pascual Madoz de la siguiente manera:

ODON: l. con ayunt. en la prov. de Teruel (11 leg.), part. jud. de Calamocha (3), dióc. y aud. terr. de Zaragoza (20) y c. g. de Aragon. sit. en el lim. NO. de la prov. lindando con la de Guadalajara, en terreno llano aunque rodeado de algunas colinas: goza de buen clima y no se conocen enfermedades especiales. Se compone de unas 150 casas de mediana construccion, formando cuerpo de pobl,; tiene una escuela de primeras tetras medianamente concurrida; una fuente en medio del pueblo de agua muy esquisita; igl. parr. bajo la advocacion de San Bartolomé Apóstol, servida por un cura de primer ascenso y provision ordinaria, y un cementerio que en nada perjudica á la salud pública. Confina el térm. por el N. con el de Bello y Cuerlas prov. de Zaragoza, part. de Daroca; E. Torralba de los Sisones; S. el Poyo part. de Molina, prov. de Guadalajara, y O. Layunta de la misma prov. y part.; corre en direccion SE. varias cord. que son montes bastante elevados y poblados de árboles. El terreno participa de llano y monte teniendo algunas deh. con pastos. Los caminos conducen á los pueblos limítrofes teniendo algunos de carril y otros de herradura. El correo se recibe de la cab. del part. dos veces en la semana. prod.: trigo, cebada, centeno y avena; hay abundante ganado lanar, cabrio y algun vacuno, y caza de conejos liebres y perdices. pobl.: 169 vec. 677 alm. riqueza imp.: 88,253 rs.
(Madoz, 1849, p. 218)

## Demografía
Odón cuenta con una población de 197 habitantes (INE 2024).
| Gráfica de evolución demográfica de Odón entre 1842 y 2021                                                          |
| |
| Población de derecho según los censos de población del INE Población de hecho según los censos de población del INE |

## Administración y política
| Período   | Alcalde                             | Partido      |  |
| --------- | ----------------------------------- | ------------ |  |
| 1979-1983 | Manuel Fuertes Valero               | UCD          |  |
| 1983-1987 |                                     |              |  |
| 1987-1991 |                                     |              |  |
| 1991-1995 |                                     |              |  |
| 1995-1999 |                                     |              |  |
| 1999-2003 |                                     |              |  |
| 2003-2007 |                                     |              |  |
| 2007-2011 | Manuel Fuertes Valero               | PAR          |  |
| 2011-2015 | Jesús Teodoro Domingo Mercadal      | PP de Aragón |  |
| 2015-2019 | Francisco Javier Hernández Collados | PAR          |  |

| Partido político    | Partido político                                   | 2003   | 2007   | 2011   | 2015   |
| Partido político    | Partido político                                   | Ediles | Ediles | Ediles | Ediles |
|                     | Partido Aragonés (PAR)                             | 4      | 3      | 1      | 3      |
|                     | Partido Popular de Aragón (PP)                     | 3      | 2      | 4      | 1      |
|                     | Partido de los Socialistas de Aragón (PSOE-Aragón) | —      | 0      | 0      | 1      |
|                     | Chunta Aragonesista (CHA)                          | —      | 0      | —      | —      |
| Total de concejales | Total de concejales                                | 7      | 5      | 5      | 5      |

## Patrimonio
- Iglesia de San Bartolomé Apóstol,[3] de finales del siglo XVI.
- Ermita de Ntra. Sra. de las Mercedes.
- Casa de los Fuertes.
- Restos de un alfar y una nevera.
- Las Balsillas
- Fuente del Lirio y Fuente de arriba.

## Fiestas
- San Bartolomé y Virgen de las Mercedes, del 22 o 23 al 26 o 27 de agosto (patronales).
- Virgen de las Mercedes o Virgen de la Cuesta, 24 de septiembre.